# Château de la Lande de Niafles
Pour les articles homonymes, voir Château de la Lande.
 (mars 2015).
Le château de la Lande est situé dans le Sud-Mayenne, à Niafles, dans la Mayenne angevine et le Haut-Anjou, à 1 000 m au nord-est du bourg. Il y naît un ruisseau du même nom, qui joint l'Uzure au moulin des Planches : longueur, 1 500 m.

## Désignation
- Le château de la Lande de Niafle, 1732[1] ;
- La Lande, château et chapelle[2].

## Historique
Fief mouvant de la baronnie de Craon par Saint-Amadour. On mentionne en 1697 « maison seigneuriale faite à murailles. chapelle donnant sur la cour, à l'entrée de laquelle y a un grand portail sur lequel est un pigeonnier en pavillon. » Il ne reste plus de maison que la cour, disposée comme en 1680, les douves desséchées et la chapelle, près de laquelle on a retrouvé les fondements d'une grosse tour. 
Le logis actuel, construction du XVIIIe siècle sur des fondations plus anciennes, était environné au début du XXe siècle de jardins prolongés par une allée de hêtres séculaires aboutissant à la route de Saint-Aignan à Craon, avec à droite, de vastes futaies percées. 
Le duc de Montpensier mit garnison au château en octobre 1560, et le capitaine Goulay s'en empara vers 1589. C'était alors une des places fortes des huguenots.
La chapelle du château et son retable sont inscrits au titre des monuments historiques en 1987.

## Liste des seigneurs

### Famille de la Chesnaie
- Salmon de la Chesnaie, protestataire contre Charles de Valois, 1301 ;
- Jean de la Chesnaie, mari d'Isabeau Toucharde, remariée en 1452 à Girard de Lancrau ;
- François de la Chesnaie, mari de Claude Le Maçon, XVe siècle ;
- Jean de la Chesnaie, taxé à 20 livres d'amende en cour de Craon pour excès commis sur Colas Gélineau, 1511 ;
- Nicolas de la Chesnaie, mari de Marie de Seillons, repris par la dame de Craon pour avoir fait élever un moulin à vent près de sa maison, 1543, 1547 ;
- René de la Chesnaie, 1553 ;
- Joachim de la Chesnaie[4], mari de Marguerite de Feschal , 1560, 1602 ;
- Louis de Leviston  possède quelque temps la Lande du chef de Marie de la Chesnaie, sa femme ;
- puis le baron de Craon, avant 1620 ;

### Famille de Lantivy

Armes des Lantivy : D’azur, à 8 billettes d’or, 3, 2, 2 et 1, au canton de gueules chargé d’une épée d’argent.

Pierre de Lantivy, demeurant à la Lande de Niafles, présenta ses preuves de noblesse en 1667, affirmant qu'il « restoit seul de son nom et armes, avec ses enfants », et qu'il portait : de gueules à l'épée d'argent en pal, la pointe en bas.

- Louis de Lantivy, époux de Marie Gouin, en est seigneur en 1668 ;
- Louis-Pierre de Lantivy, seigneur de l'Ile-Tison, mari de Marie-Anne de la Chevalerie, 1697.
- Louis-André de Lantivy, petit-fils du précédent, époux de Charlotte Hyacinthe Josèphe de Montecler  ;
- La terre de la Lande a été acquise sur ses descendants vers 1825 par Michel Seguin[5], chevalier de la légion d'honneur, maire de Château-Gontier et conseiller général du département, démissionnaire en 1830 ;
- Elle passa ensuite à Daniel Daudier[6],, époux de Sophie Seguin, agronome distingué, qui fit de cette propriété une exploitation agricole modèle et contribua au développement de l'agriculture dans le Craonnais par l'introduction des instruments perfectionnés et de la race Durham pure.

## Source
« Château de la Lande de Niafles », dans Alphonse-Victor Angot et Ferdinand Gaugain, Dictionnaire historique, topographique et biographique de la Mayenne, Laval, A. Goupil, 1900-1910 [détail des éditions] (BNF 34106789, présentation en ligne)